# Emperor of India (Schiff)
Die Emperor of India, auch HMS Emperor of India, war ein Schlachtschiff der Iron-Duke-Klasse, das in den 1910er-Jahren für die Royal Navy gebaut wurde. Nach ihrer Indienststellung wurde die Emperor of India dem 4. Schlachtgeschwader der Grand Fleet zugeteilt. Sie nahm an zahlreichen Einsätzen in der Nordsee teil, um die Blockade gegen Deutschland zu verstärken und absolvierte außerdem zahlreiche Manöver und Geschützübungen. Nach dem Krieg wurde die Emperor of India zunächst zur Mittelmeerflotte und 1926 zur Atlantikflotte versetzt. 1931 wurde sie einer Reihe von Waffentests unterzogen, die sich als äußerst vorteilhaft für künftige britische Schlachtschiffkonstruktionen erwiesen. Die Emperor of India wurde schließlich im Februar 1932 abgewrackt.

## Geschichte
Die Emperor of India wurde am 31. Mai 1912 in Barrow-in-Furness auf Kiel gelegt, am 27. November 1913 vom Stapel gelassen und am 10. November 1914 für den Einsatz in der Grand Fleet in Dienst gestellt. Im darauffolgenden Monat wurde sie dem 4. Schlachtgeschwader als Flaggschiff der zweiten Division zugeteilt, wo sie in den ersten beiden Kriegsjahren diente. Während dieser Zeit wurden die hintersten 152-mm-Geschütze entfernt und ihre Kasematten verschlossen, da sie zu tief im Rumpf lagen und ständig Wasser in das Schiff eindringen ließen.
Am Abend des 23. Januar lief der größte Teil der Grand Fleet von Scapa Flow aus, um Beattys Schlachtkreuzer zu unterstützen, waren jedoch zu weit entfernt, um am folgenden Tag am Gefecht auf der Doggerbank teilnehmen zu können. Vom 7. bis 10. März unternahm die Grand Fleet eine Aufklärungsfahrt in der nördlichen Nordsee, bei dem sie Übungsmanöver durchführte.
Vom 17. bis 19. April fanden Patrouillenfahrten statt, gefolgt von Geschützübungen vor den Shetland-Inseln am 20. und 21. April. Vom 17. bis um 19. Mai und vom 29. bis zum 31. Mai unternahm die Grand Fleet Vorstöße in die zentrale Nordsee, ohne auf deutsche Schiffe zu stoßen. Vom 11. bis zum 14. Juni führte die Flotte erneut Geschütz- und Gefechtsübungen westlich von Shetland durch. Vom 2. bis zum 5. September unternahm die Flotte eine weitere Fahrt in der Nordsee, bei der sie Geschützübungen durchführte und verbrachte den Rest des Monats mit zahlreichen Trainingsübungen. Vom 13. bis zum 15. Oktober unternahm das Schiff zusammen mit dem Großteil der Grand Fleet einen weiteren Einsatz in der Nordsee. Fast drei Wochen später, vom 2. bis zum 5. November, nahm die Emperor of India an einer weiteren Flottenübungsoperation westlich von Orkney teil.
In der Nacht zum 25. März verließen die Emperor of India und der Rest der Flotte Scapa Flow, um Beattys Schlachtkreuzer bei dem Angriff auf den deutschen Zeppelinstützpunkt in Tønder zu unterstützen. Als sich die Grand Fleet am 26. März dem Gebiet näherte, hatten sich die britischen und deutschen Streitkräfte bereits getrennt und ein starker Sturm bedrohte die kleineren Schiffe, so dass die Flotte den Befehl erhielt, zur Basis zurückzukehren. Am 21. April führte die Grand Fleet ein Ablenkungsmanöver vor Horns Riff durch, um es der Kaiserlich Russischen Marine zu ermöglichen, ihre Minenfelder in der Ostsee neu zu verlegen. Am 24. April kehrte die Flotte nach Scapa Flow zurück, erhielt dort neuen Proviant, neue Munition und neue Kohle und stach erneut in Richtung der englischen Ostküste in See, da man aufgrund von Geheimdienstberichten einen Angriff der Deutschen auf Lowestoft befürchtete, aber erst in dem Gebiet ankam, nachdem sich die Deutschen bereits zurückgezogen hatten. Vom 31. Mai bis zum 1. Juni wurde das Schiff überholt, sodass sie nicht an der Skagerrakschlacht teilnehmen konnte. Nach dem Abschluss der Arbeiten wurde die Emperor of India dem 1. Schlachtgeschwader zugeteilt.
Die Grand Fleet lief am 18. August aus, um die Hochseeflotte auf ihrem Vormarsch in die südliche Nordsee aus dem Hinterhalt anzugreifen, aber eine Reihe von Fehlmeldungen hinderte Jellicoe daran, die deutsche Flotte abzufangen, bevor sie in den Hafen zurückkehrte. Zwei Leichte Kreuzer wurden während der Operation von deutschen U-Booten versenkt, was Jellicoe zu der Entscheidung veranlasste, die größeren Einheiten der Flotte südlich von 55° 30' Nord nicht zu riskieren, da es dort viele deutsche U-Boote und Minen gab. Die Admiralität stimmte dem zu und legte fest, dass die Grand Fleet nicht ausrücken würde, es sei denn, die deutsche Flotte versuchte eine Invasion Großbritanniens oder es bestand die große Möglichkeit, dass sie unter geeigneten Bedingungen zu einem Gefecht gezwungen werden könnte.
Am 22. April 1918 fuhr die Hochseeflotte zum letzten Mal nach Norden, um einen Konvoi nach Norwegen abzufangen, musste aber zwei Tage später umkehren, nachdem der Schlachtkreuzer Moltke einen Maschinenschaden erlitten hatte. Die Grand Fleet lief am 24. April von Rosyth aus, als die Operation entdeckt wurde, konnte die Deutschen aber nicht mehr einholen.
1919 wurde die Emperor of India als Teil des 4. Schlachtgeschwaders zusammen mit ihren drei Schwestern und zwei Schlachtschiffen der Centurion-Klasse der Mittelmeerflotte zugewiesen. Während des Russischen Bürgerkriegs wurde sie ins Schwarze Meer abkommandiert, wo sie unter dem Kommando von Admiral Edward Hobart Seymour die Intervention der Entente-Mächte zu unterstützen. Am 5. Mai 1919 beschoss das Schiff die kommunistischen Truppen vor Theodosia sowie die Eisenbahn, die zur Versorgung des Angriffs auf den Hafen diente. Am 26. März 1920 beteiligte sich die Emperor of India zusammen mit dem französischen Panzerkreuzer Waldeck-Rousseau an der Evakuierung der weißen Armee aus Noworossijsk. Kurz darauf geriet die Emperor of India unter den Beschuss eines Panzerzuges, woraufhin das Schiff den Hafen in Richtung Theodosia verließ. Das Schiff wurde während des Griechisch-Türkischen Krieges von 1919 bis 1922 als Nachrichtenzentrale eingesetzt, wozu Aufenthalte in den Häfen von Mitylene und Smyrna gehörten.
1922 kehrte sie zur Überholung nach Großbritannien zurück. Es folgte ein weiterer Einsatz in der Mittelmeerflotte, der bis 1926 dauerte. Danach wurde sie der Atlantikflotte zugeteilt und von Juli bis September 1927 wurde das Schiff in Devonport überholt. Von Juni 1929 bis Januar 1931 diente sie als Flaggschiff des Geschwaders, als sie von der Marlborough abgelöst wurde. Gemäß dem Londoner Flottenvertrag von 1930 sollte die Emperor of India 1931 außer Dienst gestellt und abgewrackt werden; 1930 wurde sie abgerüstet, ab 1931 noch als Artilleriezielschiff verwendet und am 6. Februar 1932 an Alloa Shipbreaking Co. zum Abwracken verkauft.

## Technik

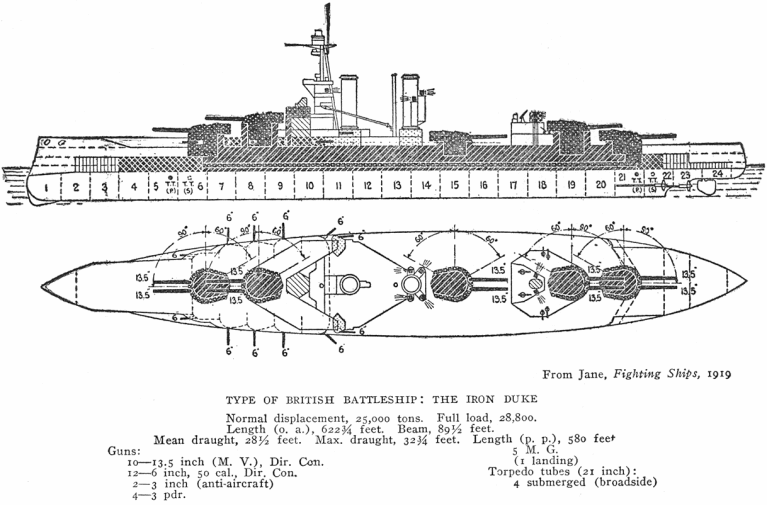

Das Schiff hatte eine Gesamtlänge von 189,80 m, eine Breite von 27,40 m und einen Tiefgang von 8,99 m. Die Verdrängung lag zwischen 25.401 t und 30.030 t.

### Antrieb
Die Emperor of India war mit vier Parsonsturbinen ausgestattet, die jeweils eine Welle antrieben und insgesamt 29.000 PS (22.000 kW) entwickelten, mit denen sie eine Höchstgeschwindigkeit von 21,2 Knoten (39,4 km/h) erreichte. Der Dampf wurde von achtzehn Babcock & Wilcox-Wasserrohrkesseln geliefert. Das Schiff konnte maximal 3302 t Kohle oder 1066 t Heizöl mitführen, was ihm bei 10 Knoten (19 km/h) eine Reichweite von 7.800 Seemeilen (14.446 km) ermöglichte. Die Besatzung des Schiffes bestand aus 995 Offizieren und Mannschaft in Friedenszeiten und aus 1022 im Krieg.

### Bewaffnung
Die Hauptbewaffnung der Emperor of India bestand aus zehn 343-mm-Geschützen in fünf Zwillingsgeschütztürmen, die alle auf der Mittellinie montiert waren. Die Geschütze waren auf Mk-II**-Lafetten mit einem Seitenrichtbereich von 30° bis 150° montiert. Die Kanonen selbst wogen 76 t und hatten bei einer maximalen Elevation von 20° und einer Mündungsgeschwindigkeit von 759 m/s eine Reichweite von 21.710 m. Sie verschossen 635 kg schwere Granaten mit einer Kadenz von etwa zwei Schuss pro Minute. Die Kanone verschoss eine Vielzahl von Geschossen, darunter auch hochexplosive und panzerbrechende Munition. Die Geschütze wurden mit MD45-Treibladungen mit einem Gewicht von 135 kg geladen. Damit konnten die Geschosse bei einer Reichweite von 9.144 m bis zu 318 mm starken Krupp-Zementstahl durchschlagen.
Die Sekundärbewaffnung bestand aus zwölf 152-mm-Geschützen, die in Kasematten im Rumpf um die vorderen Aufbauten herum angeordnet waren. Die Geschütze waren auf Mk-PVII-Lafetten mit einem Seitenrichtbereich von −80 bis +80 Grad montiert. Die Kanonen selbst wogen 7,5 t und hatten bei einer maximalen Elevation von 20° und einer Mündungsgeschwindigkeit von 784 m/s eine Reichweite von 13.350 m. Sie verschossen 45 kg schwere Granaten mit einer Kadenz von etwa fünf bis sieben Schuss pro Minute. Die Geschütze wurden mit MD26-Treibladungen mit einem Gewicht von 10,5 kg versehen, womit die Geschosse bei einer Reichweite von 2.740 m 51 mm starken Krupp-Zementstahl durchschlagen konnten. Zur Verteidigung gegen Torpedoboote hatte das Schiff vier 47-mm-3-Pfünder-Hotchkiss-Schnellfeuergeschütze und zur Flugabwehr zwei 76-mm-Schnellfeuergeschütze in den Aufbauten achtern. Die Kanonen hatten einen Seitenrichtbereich von 360° und ein Gewicht von 1 t. Bei einer maximalen Elevation von 45° und einer Mündungsgeschwindigkeit betrug die Reichweite 9.970 m. Die Kanone verschoss 5,67 kg schwere Granaten mit einer Kadenz von 12 bis 14 Schuss pro Minute. Zusätzlich war die Emperor of India mit vier versenkten 533-mm-Torpedorohren ausgestattet zwei auf jeder Breitseite. Sie verschoss Mk II Torpedos mit einem 234 kg schweren Sprengkopf. Er hatte bei einer Geschwindigkeit von 31 kn (57 km/h) eine Reichweite von 9.830 m.

### Panzerung
Die Emperor of India hatte einen Panzergürtel aus Krupp-Zementstahl, der sich von der vorderen Barbette bis zur Barbette achtern erstreckte. Mittschiffs war 305 mm dick und verjüngte sich zum Bug und Heck auf 102 mm. Darüber verlief ein 203 mm dicker Plankengang über die gleiche Länge wie der Hauptgürtel. Die Barbetten waren über dem Oberdeck an den Außenflächen 254 mm und an den Innenflächen 228 mm dick. Unter dem Oberdeck verjüngten sie sich auf 203 und 101 mm. Die Geschütztürme waren rundherum mit 280 mm und auf den Dächern mit 76 mm gepanzert. Das Schiff hatte drei gepanzerte Decks mit einer Dicke von 25 bis 65 mm.